# Candelaria Molfese
Maria Candelaria Molfese (sinh ngày 3 tháng 1 năm 1991 tại Buenos Aires, Argentina) là một nữ diễn viên, ca sĩ, người dẫn chương trình truyền hình người Argentina, người nổi tiếng toàn cầu với vai diễn trong loạt phim truyền hình Mỹ của Mỹ trên kênh Violetta.

## Tuổi thơ
Molfese sinh ra và lớn lên ở Buenos Aires và là con út trong số 5 cô con gái. Gia đình có nguồn gốc từ Napoli. Bố mẹ cô đã ly hôn. Cha cô sau đó đã tái hôn và cư trú tại Mexico City, nơi cô thường đến thăm và coi là ngôi nhà thứ hai của mình.

## Sự nghiệp diễn xuất
Năm 2010, Molfese có một vai trò trong vở nhạc kịch thiếu nhi Argentina, Juntas y Revueltas. Buổi biểu diễn được tổ chức tại Buenos Aires.
Cô đã phát hiện ra thông tin về buổi thử giọng cho bộ phim truyền hình âm nhạc tween của Disney, Violetta thông qua một trang web. Sau quá trình casting thành công, cô đã được xác nhận vào cuối năm 2011 với tư cách là thành viên của Violetta, do Disney Channel Latin America và công ty sản xuất của Argentina, Pol-ka, đồng sản xuất. Việc quay phim cho phần một bắt đầu vào tháng 9 năm 2011 tại Buenos Aires. Bộ phim được công chiếu vào ngày 12 tháng 5 năm 2012 và được phát sóng trên toàn cầu tại các thị trường trong ba mùa. Cô cũng tham gia với tư cách là giọng ca chính trong các album của chương trình và là người biểu diễn trong hai tour diễn quốc tế: "Violetta en vivo" và "Violetta Live 2015 International Tour", được tổ chức trong thời gian nghỉ quay phim. Molfese đã kết thúc việc quay phim Violetta mùa cuối cùng trong những tháng cuối năm 2014, nơi sản xuất được tổ chức tại Buenos Aires và Sevilla, Tây Ban Nha. Năm 2017, cô cũng đã tham gia loạt phim thứ hai của telovela Soy Luna với vai trò khách mời Eva y Ada.
Vào tháng 8 năm 2016, cô đã tham gia chiến dịch Upload Project với StandWithUs và tổ chức phi lợi nhuận của Israel, cùng với Sheryl Rubio, mà nữ diễn viên như ở các thành phố Tel Aviv và Jerusalem trong vài ngày, dự án nhằm mục đích quảng bá du lịch ở Israel, mà nữ diễn viên đã đi du lịch và có nhiều ngày ở Tel Aviv và Jerusalem.